# Мурдханья накараву
Мурдханья накараву (канн. ಮೂರ್ಧಯ ಣಕಾರವು) — ಣ, на, буква слогового алфавита каннада,  обозначает  ретрофлексный носовой согласный /ṇ/. Символ юникода — U+0CA3.  ಮೂರ್ಧಯ (mūrdhanya) означает ретрофлексный, в отличие от переднеязычной буквы накараву ನ. ಅಕಾರ (akāra) обозначает графическую форму, символ буквы, в данном случае буквы на (ಣಕಾರ). ವು (-ву) является окончанием именительного падежа. Накараву относится к группе из десяти согласных, в которых надстрочный символ талакатту считается инкорпорированным в саму букву и потому не пишется. Буква используется для транслитерации английского n, хотя более точным фонетическим соответствием обладает звук, передаваемый буквой ನ.